# ديميدوف
ديميدوف (بالروسية: Демидов) هي إحدى مدن روسيا في الكيان الفدرالي الروسي سمولينسك أوبلاست.

## أعلام
- يوري نيكولين